# Clerota dixoni
Clerota dixoni är en skalbaggsart som beskrevs av Valck Lucassen 1931. Clerota dixoni ingår i släktet Clerota och familjen Cetoniidae. Inga underarter finns listade i Catalogue of Life.